# L'autostop/Oh Rose', Rosetta
L'autostop/Oh Rose', Rosetta è un singolo di Gino Santercole e I Ribelli, pubblicato in Italia nel 1965. È il 14° singolo inciso dai Ribelli.

## Tracce
Lato A
1. L'autostop (Luciano Beretta, Gino Santercole, Michele Del Prete)

Lato B
1. Oh Rose', Rosetta – 2:05 (Detto Mariano, Luciano Beretta, Gino Santercole)